# Arctica (continent)
Pour les articles homonymes, voir Arctica.
Arctica est le nom donné à un ancien continent formé il y a environ 2 milliards d'années (Ga) à l’ère du Néoarchéen. Il était constitué de cratons archéens, le bouclier canadien et le craton sibérien. Son nom lui a été donné par J. J. W. Rogers car il était situé à l'emplacement de l'actuel océan Arctique, lequel a été formé par la séparation du craton d'Amérique du Nord (Laurentia) et du craton de Sibérie (Sibéria).
Nikolaï Sergueïevitch Chatsky fut le premier à affirmer, en 1935, que la croûte de la région arctique avait une origine continentale. Il expliqua, à tort, la présence de roches métamorphiques du Précambrien et du Paléozoïque dans les îles de Nouvelle-Sibérie et dans l'île Wrangel par un phénomène de subduction. D'autres, de manière erronée elle aussi, proposèrent l'idée selon laquelle l'Amérique du Nord se serait séparée de l'Eurasie et que le bassin arctique aurait été ouvert par un recul de l'Alaska.

## Continent précambrien
Dans sa reconstruction du cycle du continent, Rogers propose un scénario où le continent Ur, formé il y a 3 Ga, constitue le Gondwana oriental, au Mésoprotérozoïque, par accrétion avec l'Antarctique oriental ; Arctica se constitue vers 2,5-2 Ga par fusion du bouclier canadien, du craton de Sibérie et du Groenland ; l'Atlantica naît, il y a 2 Ga, par l'assemblage du craton d'Afrique de l'Ouest avec l'est de l'Amérique du Sud. L'Arctica s'agrandit ensuite vers 1,5 Ga par accrétion de l'Antarctique occidental et de la Baltica pour constituer le supercontinent Nuna. Aux alentours de 1 Ga, les continents Nuna, Ur et Atlantica entrent en collision et forment le continent de la Rodinia.
Rogers et Santosh avancent que la plupart des cratons datés de 2,5 Ga ont probablement été formés en un seul endroit car ils étaient situés dans la même zone, ce qui est la raison pour laquelle Rogers postule l'existence d'Arctica. Son cœur était le bouclier canadien, appelé aussi Kenorland. Ils postulent que ce continent, formé vers 2,5 Ga, s'est ensuite fracturé puis s’est réassemblé vers 1,8 Ga à l'occasion des orogenèses de Trans-Hudson et de Talston-Thelon. Ces orogenèses s'appliquèrent à la croûte continentale et furent probablement intracontinentales, laissant le Kenorland intact depuis 2,5 Ga jusqu'à aujourd'hui. Les corrélations entre les orogenèses au Canada et en Sibérie sont encore controversées.
La Laurentia et la Baltica se connectèrent durant le Paléoprotérozoïque (1,74-1,7 Ga) ; la Sibéria s'y aggréga plus tard. Les reconstructions paléomagnétiques indiquent qu'elles formaient un seul continent durant le Mésoprotérozoïque (1,5-1,45 Ga), mais les données paléomagnétiques et géologiques suggèrent aussi une distance considérable entre la Laurentia et la Sibéria ce qui fait que l'Arctica est considérée comme le chaînon manquant.

## Microcontinent du Phanérozoïque
La structure géologique actuelle de la région arctique est le résultat d'un processus tectonique qui s’est déroulé du Mésozoïque au Cénozoïque lorsque, il y a 250 Ma, les bassins amérasien et eurasien se formèrent, mais la présence de complexes métamorphiques pré-cambriens, découverts dans les années 1980, indique qu'un continent, rassemblant Laurentia, Baltica et Sibéria, a autrefois existé.
Dans la reconstruction de Metelkin et alii, l'Arctica s'est formée en tant que continent durant le Tonien (env. 950 Ma) avant de faire partie de la Rodinia. Il s'est reformé durant la période du Permien-Trias (env. 255 Ma) et devint une composante de la Pangée. Durant cette période, la configuration de l'Arctica changea et le continent se déplaça depuis sa position près de l'équateur jusqu'à se rapprocher du pôle Nord tout en gardant sa position relative par rapport aux trois cratons majeurs (Laurentia, Baltica, Sibéria),. Un événement volcanique d'ampleur, la High Arctic Large Igneous Province (HALIP), fractura l'Arctica entre 130 et 90 Ma, ouvrant l'océan Arctique et faisant rayonner un réseau de dykes au travers de l'Arctique.
Les fragments du continent se retrouvent dans la mer de Kara, les îles de Nouvelle-Sibérie, le nord de l'Alaska, la péninsule tchouktche, la ceinture de plissement inuite dans le nord du Groenland et dans deux dorsales sous-marines, la dorsale de Lomonossov et la dorsale de Mendeleïev. Des reconstructions plus récentes incluent aussi le micro-continent Barentsia (y compris le Svalbard) et les plaques Timan-Petchora,.